# Gastón Benavídez
Gastón Américo Benavídez (Morteros, Argentina; 23 de octubre de 1995) es un futbolista argentino. Juega de lateral derecho y su equipo actual es el Talleres de Córdoba de la Primera División de Argentina.

## Trayectoria
Benavídez comenzó su carrera en 2013 en el Tiro Federal de su ciudad natal Morteros en el Argentino B.
En 2017 fichó en el Estudiantes (Río Cuarto) del Torneo Federal A. Tras dos temporadas en Estudiantes, ganó el ascenso a la Primera B Nacional en la temporada 2018-19.
Tras 30 encuentros disputados en la Primera B, Benavídez fue cedido al Arsenal de la Primera División el 9 de febrero de 2021. Debutó en la primera categoría el 13 de febrero en la derrota por 2-1 ante San Lorenzo.
El 31 de enero de 2022, el jugador fue prestado a Talleres (Córdoba) por toda la temporada con opción de compra. Talleres ejerció la compra al término de la temporada.

## Estadísticas
Actualizado al último partido disputado el 2 de abril de 2025.
| Club                               | Div.          | Temporada     | Liga  | Liga  | Copas nacionales | Copas nacionales | Copas internacionales | Copas internacionales | Total | Total |
| Club                               | Div.          | Temporada     | Part. | Goles | Part.            | Goles            | Part.                 | Goles                 | Part. | Goles |
| ---------------------------------- | ------------- | ------------- | ----- | ----- | ---------------- | ---------------- | --------------------- | --------------------- | ----- | ----- |
| Tiro Federal (Morteros) Argentina  | 4.ª           | 2013 a 2016   | 72    | 0     | —                | —                | —                     | —                     | 72    | 0     |
| Tiro Federal (Morteros) Argentina  | Total club    | Total club    | 72    | 0     | 0                | 0                | 0                     | 0                     | 72    | 0     |
| Estudiantes (Río Cuarto) Argentina | 3.ª           | 2017-18       | 19    | 1     | 0                | 0                | —                     | —                     | 19    | 1     |
| Estudiantes (Río Cuarto) Argentina | 3.ª           | 2018-19       | 25    | 0     | 1                | 0                | —                     | —                     | 26    | 0     |
| Estudiantes (Río Cuarto) Argentina | 2.ª           | 2019-20       | 20    | 0     | 3                | 0                | —                     | —                     | 23    | 0     |
| Estudiantes (Río Cuarto) Argentina | 2.ª           | 2020-21       | 10    | 0     | 0                | 0                | —                     | —                     | 10    | 0     |
| Estudiantes (Río Cuarto) Argentina | Total club    | Total club    | 74    | 1     | 4                | 0                | 0                     | 0                     | 78    | 1     |
| Arsenal Argentina                  | 1.ª           | 2021          | 15    | 0     | 6                | 0                | 8                     | 0                     | 29    | 0     |
| Arsenal Argentina                  | Total club    | Total club    | 15    | 0     | 6                | 0                | 8                     | 0                     | 29    | 0     |
| Talleres (Córdoba) Argentina       | 1.ª           | 2022          | 19    | 0     | 13               | 0                | 10                    | 0                     | 42    | 0     |
| Talleres (Córdoba) Argentina       | 1.ª           | 2023          | 26    | 1     | 18               | 2                | 0                     | 0                     | 44    | 3     |
| Talleres (Córdoba) Argentina       | 1.ª           | 2024          | 25    | 1     | 18               | 2                | 7                     | 0                     | 50    | 3     |
| Talleres (Córdoba) Argentina       | 1.ª           | 2025          | 9     | 2     | -                | -                | 1                     | 0                     | 10    | 2     |
| Talleres (Córdoba) Argentina       | Total club    | Total club    | 79    | 4     | 49               | 4                | 18                    | 0                     | 146   | 8     |
| Total carrera                      | Total carrera | Total carrera | 240   | 5     | 59               | 4                | 26                    | 0                     | 325   | 9     |

## Palmarés

### Títulos nacionales
| Título                  | Club                     | País      | Año     |
| ----------------------- | ------------------------ | --------- | ------- |
| Torneo Federal A        | Estudiantes (Río Cuarto) | Argentina | 2018-19 |
| Supercopa Internacional | Talleres de Córdoba      | Argentina | 2023    |